# Llers

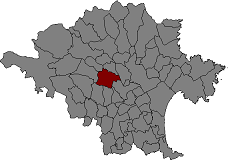
Położenie gminy na mapie comarki Alt Empordà.

Llers – gmina w Hiszpanii,  w Katalonii, w prowincji Girona, w comarce Alt Empordà.
Powierzchnia gminy wynosi 21,28 km². Zgodnie z danymi INE, w 2005 roku liczba ludności wynosiła 1145, a gęstość zaludnienia 53,81 osoby/km². Wysokość bezwzględna gminy równa jest 142 metry. Współrzędne geograficzne gminy to 42°17'50"N, 2°54'48"E.

## Miejscowości
W skład gminy wchodzą cztery miejscowości, w tym miejscowość gminna o tej samej nazwie:
- Els Hostalets – liczba ludności: 502
- Llers – 432
- El Poblenou – 163
- La Vall – 48

## Demografia
| 1991 | 1996 | 2001 | 2004 | 2005 |
| ---- | ---- | ---- | ---- | ---- |
| 790  | 833  | 1012 | 1097 | 1145 |